# Frank et Lola
Frank et Lola est un film américain réalisé par Matthew Ross (en) et sorti en 2016.

## Synopsis
Frank est un cuisinier réputé à Las Vegas. Il fait la connaissance de l'énigmatique Lola.

## Fiche technique
- Réalisation : Matthew Ross (en)
- Scénario : Matthew Ross
- Photographie : Eric Koretz
- Montage : Matthew C. Hart, Jennifer Lilly, Rebecca Rodriguez
- Lieu de tournage : Las Vegas
- Durée : 88 minutes[1]
- Dates de sortie : 
  - États-Unis : 27 janvier 2016
  - États-Unis : 9 décembre 2016

## Distribution
- Michael Shannon (VF : David Kruger) : Frank
- Imogen Poots (VF : Karine Foviau) : Lola
- Justin Long (VF : Pierre Tessier) : Keith
- Rosanna Arquette (VF : Brigitte Bergès) : Patricia
- Michael Nyqvist : Alan
- Suteara Vaughn : Sage
- Alex Lombard (VF : Josy Bernard) : Carol
- Emmanuelle Devos : Claire
- Sara Verhagen : une amie
- Amy Argyle : Rachel
- Joel Virgel : Hercule
- Laine Rettmer : Françoise
- David Atrakchi : Charles
- Stella Schnabel (VF : Géraldine Kannamma) : Hazel
- Elisha Yaffe : Wil

 Source et légende : version française (VF) sur RS Doublage